# Ulotricha egregialis
Ulotricha egregialis är en fjärilsart som beskrevs av Herrich-Schäffer 1838. Ulotricha egregialis ingår i släktet Ulotricha och familjen mott. Inga underarter finns listade i Catalogue of Life.